# Бекон с капустой
Бекон с капустой (ирл. Cabáiste agus bagún, англ. Cabbage and bacon) — традиционное ирландское блюдо, которое готовится из беконной части свиной туши, специй (гвоздика, душистый перец) и капусты, иногда с добавлением картофеля, моркови, лука, репы, иногда для приготовления этого блюда используется копчёный бекон. Блюдо обычно подаётся с белым соусом, который обычно готовят из муки, сливочного масла, молока и петрушки. Популярность этого блюда в прошлом объясняется тем, что ингредиенты были доступны для большинства населения, это блюдо и сейчас очень популярно в Ирландии.

## Варианты блюда

### Солонина с капустой (США)
В конце XIX в. ирландские иммигранты, приехавшие в США, стали заменять традиционный бекон солониной. Как и в оригинальном рецепте, в это блюдо часто добавляли картофель и морковь. Солонина с капустой остаётся и сейчас очень популярным блюдом среди выходцев из Ирландии в США, часто это блюдо подаётся на День святого Патрика.